# 于丛乐
于丛乐（1961年10月—），男，河北清苑人，中华人民共和国政治人物。哈尔滨建筑工程学院建筑工程系工业与民用建筑专业毕业。

## 生平
1980年9月至1984年8月，在哈尔滨建筑工程学院工业与民用建筑专业学习。1984年7月加入中国共产党，1984年8月参加工作。1997年1月至2000年1月，任青海省建设厅建设工程处处长。2000年1月至2008年2月，任青海省建设厅副厅长、党委委员。2008年2月至9月，任青海省建设厅党委书记、副厅长。2008年9月至2011年1月，任青海省水利厅厅长、党组书记。2011年1月至4月，任中共海东地委书记。2011年4月至2017年5月，任中共海东市委书记兼海东工业园区党工委书记。2017年5月至8月，任中共青海省委常委、海东市委书记兼海东工业园区党工委书记。2017年8月，任中共青海省委常委、秘书长、省委全面深化改革领导小组办公室主任。
2022年1月，当选为青海省人大常委会副主任。同年5月，卸任中共青海省委常委、秘书长。